# Gaudium et Spes
Gaudium et Spes, psáno též Gaudium et spes (latinsky Radost a naděje), aneb Pastorální konstituce o církvi v dnešním světě, je jedním z dokumentů Druhého vatikánského koncilu (1962–1965). Byla posledním a nejdelším publikovaným dokumentem koncilu a je první konstitucí vydanou ekumenickým koncilem, která se obrací k celému světu. Název, jako většiny ostatních církevních textů, je odvozen z prvních slov dokumentu: Radost a naděje, smutek a úzkost lidí naší doby, zvláště chudých a všech, kteří nějak trpí, je i radostí a nadějí, smutkem a úzkostí Kristových učedníků... Jako zkratka pro citace se používá GS. Zabývá se „církví v současném světě“. Byla schválena koncilními otci 7. prosince 1965 a téhož dne slavnostně promulgována papežem Pavlem VI. Konstituce zejména vytyčuje vztah mezi církví a okolním světem. Vzhledem k roli, která se týká vztahu katolické církve k celému světu, ve srovnání se zaměřením Lumen gentium na to, jak církev chápe sama sebe, byly konstituce Gaudium et spes a Lumen gentium nazývány „dvěma pilíři Druhého vatikánského koncilu“.
Byla schválena po několika letech práce samotného koncilního shromáždění a komisí, které následovaly při formulaci textu, neboť otázky, jimiž se zabývala, byly v oněch letech 20. století obzvláště aktuální.
V konstituci Gaudium et Spes koncilní otcové upozornili církev na potřebu zahájit plodnou konfrontaci s kulturou a světem. Svět, i když se často odchyluje od křesťanské morálky, je stále Božím dílem, a tedy místem, kde Bůh projevuje svou přítomnost. Za úkol církve, v první řadě laiků, ale nejen jich, bylo proto považováno obnovení hlubokých vazeb s „muži a ženami dobré vůle“, zejména ve společném nasazení pro mír, spravedlnost, základní svobody a vědu. Dokument také obsahuje historicky první zmínku v oficiálním dokumentu o konceptu mezigenerační kontinuity a udržitelnosti rozvoje.

## Obsah
Dokument je tedy rozdělen do dvou částí nazvaných: „Církev a povolání člověka“ a „Některé naléhavější problémy“. Církev se nechce uzavírat sama do sebe, ale otevřít se světu. Problémy světa jsou i problémy církve. Na žádost koncilních otců byla na začátek dokumentu zařazena poznámka vysvětlující povahu pastorální konstituce. Předmluva se skládá ze tří částí a „úvodní expozice“ ze šesti. 
První část dokumentu – Církev a povolání člověka – má vyložit jakou důstojnost má lidská osoba a jaký osobní a společenský úkol má ve světe plnit. První tři kapitoly první části se zabývají člověkem (křesťanskou antropologií) a připravují půdu pro čtvrtou část, která představuje postoj, který chce církev zaujmout ke světu a člověku. 
Druhá část  – Některé naléhavější problémy – je napsána s logikou zvažování hlavních problémů od těch specifických pro rodinu až po ty obecnější nebo týkající se celého lidstva, jak je vidí církev. Rozvíjí křesťanskou vizi šesti základních otázek: manželství a rodina, kultura, sociálně-ekonomický život, politické společenství, mírové snahy (a válka) a na závěr mezinárodní společenství (solidarita mezi národy). V tomto duchu odsuzuje např. závody ve zbrojení, vyzývá k odstranění obrovské hospodářské nerovnosti mezi národy či se staví proti potratům jako možnosti regulace porodnosti.

### Struktura dokumentu
- 1. Předmluva (1–3)
- 2. Úvodní výklad (4–10)
- 3. Církev a povolání člověka (11–45)
  - 1. Důstojnost lidské osoby (12–22)
  - 2. Lidské společenství (23–32)
  - 3. Lidská činnost ve světě (33–39)
  - 4. Úkol církve v dnešním světě (40–45)
- 4. Některé naléhavější problémy (46–93)
  - 1. Jak podpořit důstojnost manželství a rodiny (47–52)
  - 2. Jak správně podporovat rozvoj kultury (53–62) 
    - 1. Situace kultury v dnešním světě (54–56)
    - 2. Některé zásady správného rozvoje kultury (57–59)
    - 3. Některé naléhavější úkoly křesťanů v kultuře (60–62)

  - 3. Hospodářsko-společenský život (63–72) 
    - 1. Hospodářský rozvoj (64–66)
    - 1. Některé zásady týkající se celého hospodářsko-společenského života (67–72)

  - 4. Život politického společenství (73–76)
  - 5. Mír a společenství národů (77–93) 
    - 1. Vyloučení války (79–82)
    - 2. Budování mezinárodního společenství (83–90)
- Závěr (91–93)

## Vývoj konstituce
Konstituce jako taková je jednou ze dvou, které se během projednávání velmi významně odlišily od předkoncilních návrhů. Než byla přijata, byla konstituce vypracována celkem v osmi zněních a konečná podoba se od prvních velmi liší. Za počáteční impuls k sepsání je považováno poselství koncilních otců celému světu ze dne 20. října 1962. První schéma vypracované na jaře 1963 se na koncilu nedostalo k projednávání. Znění tedy bylo pod vlivem kardinála Suenense z Mechelen přepracováno, avšak dopadlo stejně jako minulé. Lépe přijat byl až návrh z jara 1964, který se transformoval do tzv. Schématu 13 (osnova 13). O tom se začalo mluvit v říjnu a listopadu 1964. Jeho znění se pak nadále diskutovalo a upravovalo až do posledního osmého znění. K závěrečnému hlasování došlo 7. prosince 1965 a konstituce byla schválena poměrem hlasů 2309 ku 75 (7 se zdrželo).

### Kontext v rámci II. vatikánského koncilu
Na začátku Druhého vatikánského koncilu 11. října 1962 sloužil papež Jan XXIII. zahajovací mši svatou, při níž nepřímo uvedl na pravou míru ekonomické a politické otázky, kvůli nimž byl koncil svolán. Mezi tyto otázky patřila devastace druhé světové války, nacistické hrůzy, aktuální hrozba jaderné války mezi Spojenými státy a Ruskem a konec kolonialismu a rasismu. Církev v těchto otázkách výrazněji nejednala, což přispělo k pocitu bezvýznamnosti v rámci širších úvah o stavu světa. Z církevního hlediska byly otevřené otázky týkající se dokončení práce přerušeného prvního vatikánského koncilu a potřeby reformy uvnitř církve. V důsledku těchto problémů se papež Jan XIII. ve své úvodní řeči Gaudet Mater Ecclesia distancoval od toho, aby se koncil zaměřil pouze na pochmurné problémy světa, jako tomu bylo na předchozích koncilech. Chtěl, aby se koncil soustředil na „úžasný pokrok objevů lidského génia“ a zároveň orientoval roli církve na tu, která se má zabývat dobrem a zlem ve světě. Koncil jako celek měl být aktualizací základního vnitřního fungování a učení církve tak, aby lépe odpovídalo modernímu světu. Gaudium et Spes mělo být jeho vyvrcholením, neboť papež Jan XXIII. si představoval, že konstituce bude mít podíl na „radostech a nadějích“ celého světa.
Po smrti Jana XIII. se o vztahu církve a měnícího se světa zmínil i jeho nástupce papež Pavel VI. ve své první encyklice Ecclesiam Suam.

### Proces vzniku textu
Již v pokynech, které Jan XXIII. před koncilem vydal, se nenacházela odpověď na herezi nebo schizma uvnitř církve, jak tomu bylo u předchozích koncilů v katolické církvi, ale spíše to, co by podle papeže měla církev přinést světu:
[Koncil] musí mít takový úspěch, aby pronikl křesťanským světlem a vroucí duchovní energií nejen do hlubin duší, ale i do celého objemu lidských činností.

#### 1962–1963
Přestože komise kurie, které vypracovaly osnovy k projednání na koncilu, tento papežův záměr nezohlednily, koncilní otcové se tímto tématem znovu zabývali v poselství lidstvu, které podepsali 20. října 1962.
Po intervenci kardinála Suenense 4. prosince 1962 se církev postavila na stranu vypracování schématu o církvi, které by zohledňovalo aspekty ad intra a ad extra. Suenens dokonce navrhl vytvoření sekretariátu pro problémy současného světa. V lednu 1963 nový návrh schématu De Ecclesia (později se stal dogmatickou konstitucí Lumen gentium) obsahoval další kapitolu č. 17: De Ecclesiae principiis et actione ad bonum societatis. O návrh textu, který bude od této chvíle znám jako Schéma 17 (osnova 17), byly požádány také komise pro nauku a komise pro laický apoštolát.
Komise pracovaly během února a března na textu, který měl obsahovat předmluvu a šest kapitol. Poté byl zaslán koncilním otcům k revizi před zahájením zasedání. Připomínky přicházely během dubna: přestože se na vypracování textu mohli podílet i laici, někteří litovali, že v něm chyběly ženy. Do 25. května byl text znovu předložen smíšené komisi s opravami navrženými otci a s novým názvem: De Ecclesiae praesentia et actione in mundo hodierno. Diskuse se však protáhla a závěr zněl, že text není připraven k diskusi v plénu. Byl učiněn pokus o provedení některých změn a 4. července 1963 byla koordinační komisi předáno Schéma 17 s názvem: De praesentia efficaci Ecclesiae in mundo hodierno.
Koordinační výbor text přesto kritizoval, zejména kardinál Suenens, který zdůraznil důležitost tématu a ocenil dosavadní práci, ale považoval ji za nedostatečnou: 
Podle mého názoru je navrhovaný text ve srovnání s dřívějším návrhem určitě lepší a obsahuje vynikající odstavce, nicméně stále není vhodný pro předložení Koncilu.
Suenens proto 5. července 1963 oznámil, že opravou textu budou pověřeni lidé, kterým důvěřoval, malá skupina odborníků. Tito odborníci se sešli v Malines ve dnech 6. – 8. září pod vedením Mons. Gérarda Philipse, který dostal za úkol vypracovat nový text jako jakési instrumentum laboris pro práci skupiny. Tento text byl projednán následujícího 17. září a opraven skupinou odborníků. Byl nazván: Adumbratio schematis XVII: De activa praesentia Ecclesiae in mundo aedificando. 
Další koncilní zasedání začalo 29. září. Papež Pavel VI. se ve své zahajovací řeči nezmínil o tom, že by se o takovém schématu mělo jednat, ale naznačil, že se o něm bude jednat: 
Koncil se pokusí vybudovat most k současnému světu! [...] takže jste si okamžitě přáli nezabývat se svými vlastními záležitostmi, ale záležitostmi světa; neotevřít dialog mezi sebou, ale otevřít ho se světem.
Smíšená komise však text navržený odborníky přezkoumala až koncem listopadu, přičemž se k tomu přidala i obtíž, že stále existovaly dvě osnovy (předchozí osnova nebyla oficiálně zamítnuta). Stanovisko komise bylo negativní pro text považovaný za příliš teologický a vzdálený problémům současného člověka. Poté se Msgr. Georges Pelletier tehdy navrhl vytvoření subkomise složené ze tří členů naukové komise a tří členů komise pro laický apoštolát. Tak vznikla takzvaná „centrální subkomise“, která začala pracovat 30. prosince. 

#### 1964
V lednu 1964 byl k dispozici nový text ve francouzštině a koncem měsíce k němu zaujala kladné stanovisko subkomise, která jej projednávala v únoru v Curychu. Text nesl název La participation active de l'Eglise à la construction du monde (Aktivní účast církve na výstavbě světa). Byl vytvořen malý tým odborníků, který měl za úkol vylepšit znění textu. Text byl rozdělen na kapitolu, která měla být součástí De Ecclesia, a na další, přílohu s konkrétnějšími pokyny, která měla být schválena samostatně, ale bez projednání na koncilu. Tato osnova se nazývala Ecclesia in mundo huius temporis a začínala slovy Gaudium et luctus, spes et angor hominum huius temporis. 
Po různých opravách navržených subkomisí bylo schéma projednáno smíšenou komisí ve dnech 4. až 6. června 1964, kde byl dále diskutován vztah schématu k příloze a bylo schváleno, že bude předloženo k posouzení koordinační komisi. Ta 26. června 1964 schválila text, který má být předložen koncilním otcům, a toto rozhodnutí potvrdil papež Pavel VI. 3. července 1964. Od té doby byl text znám jako Schéma 13. V polovině července byl rozeslán všem účastníkům koncilu a do 1. října bylo třeba předložit písemné připomínky, aby bylo možné připravit pozměněný text. Diskuse pokračovaly a vedly k řadě změn a upřesnění. 
Diskuse v aule o textu a dodatku – ačkoli teoreticky nebyla diskuse o dodatku povolena, je pravda, že někteří otcové ve svých vystoupeních vyjádřili politování nad jeho „samostatnou“ a „ nekontrolovanou“ podobou (srov. vystoupení Mgr. Johna Heenana) – trvala od 20. října do 5. listopadu 1964 a poté pokračovala 9. a 10. listopadu. Výsledkem intervencí 169 otců byl text o 800 stranách oprav či připomínek, které musela smíšená komise zohlednit, aby mohla schéma znovu sestavit, neboť schéma bylo schváleno jako pracovní základ při hlasování 23. října. Subkomise byla rozšířena o členy z jiných kultur a citlivých oblastí. V této chvíli se do práce zapojil biskup Karol Wojtyła, i když není jasné, jaká přesně byla jeho role při přípravě návrhu, nicméně podílel se na konečné podobě konstituce. Komise se pustily do práce na textu, přičemž v několika případech začlenily text příloh do hlavní části dokumentu, i když se stále počítalo s tím, že to, co z příloh zbylo, bude zveřejněno samostatně. 

#### 1965
Od 31. ledna do 6. února zasedala rozšířená subkomise, které předsedal kardinál Fernando Cento, a provedla důležité změny ve schváleném textu. Od 8. do 13. února subkomise přezkoumala vykonanou práci a závěrečnou redakcí byl pověřen otec Pierre Haubtmann, aby sjednotil styl, neboť jednotlivé části pocházely z různých dokumentů, osnov či příloh. 
Smíšená komise obdržela text a revidovala jej na svých zasedáních od 29. března do 7. dubna. Mons. Philips představil shromáždění nové znění s prvky, kterými se řídila práce v minulém období. Zvláštní pozornosti a úprav se dostalo odstavci o ateismu, manželství a míru. Ačkoli se diskutovalo o tom, jakou podobu by měl mít tento nástin dokumentu, a dokonce bylo navrženo zaslat jej jako „pastorační konstituci“, nedošlo k žádnému závěru, jak by měl být předložen. Po dalších redakčních úpravách byl text koncem dubna dokončen. Byl nazván: Schema XIII: Constitutio pastoralis De Ecclesia in mundo huius temporis. 
Dne 11. května Mons. Emilio Guano představil konstituci koordinační komisi. Po krátkém projednání komise schválila text a název „pastorální konstituce“. Poté byla vytištěna a v polovině června odeslána koncilním otcům. Okamžitě začaly diskuse a skupinová práce v jednotlivých episkopátech. Text byl také přeložen do moderních jazyků, ale s úmyslem vyjasnit jeho části, neboť, jak uvedl sekretariát koncilu, jediným textem, o němž se mělo na shromáždění diskutovat, byl text latinský. 
Dne 14. září Mons. Garrone představil osnovu koncilním otcům v aule. Při hlasování o osnově jako takové se pro ni vyslovilo 2111 hlasů (z 2157), a tak byly jednotlivé části dokumentu ihned přezkoumány a odhlasovány. Dále se diskutovalo o vhodnosti nazývat osnovu „pastorální konstitucí“, o otázce ateismu, o způsobu prezentace lidství v první části. Celkem bylo shromážděno 470 stran intervencí či návrhů, které byly buď řečeny v aule, nebo zaslány písemně. 
Od 19. do 30. října pracoval smíšený výbor nepřetržitě, poté byly provedeny změny a 12. listopadu následujícího roku byl připraven text, který byl předložen shromáždění. Hlavní změnou byla kapitola o ateismu, která byla prakticky přepracována. Opět se hlasovalo po jednotlivých kapitolách, což vedlo k tomu, že společná komise měla zvážit řadu nových hlasů iuxta modum (2447). Jen soubor těchto návrhů dal celkem 220 stran k podrobné analýze. Nejdiskutovanějšími aspekty zůstávala kapitola o ateismu, o manželství a téma míru a války. Schválen byl také název „Pastorální konstituce“, přestože s ním 541 koncilních otců nesouhlasilo. 
Do 2. prosince bylo možné předložit koncilnímu shromáždění nový návrh, který zohledňoval opravy, jež smíšená komise považovala za vhodné. O dva dny později proběhlo hlasování o jednotlivých kapitolách: nejvíce nesouhlasu opět vyvolaly kapitoly manželství (140 hlasů proti) a mír (144). Hlasování o celém programu se konalo 6. prosince: pro bylo 2111 hlasů a proti 251 (z 2373 hlasujících). 
Následujícího dne proběhlo slavnostní hlasování, které bylo z velké části schváleno (2309 hlasů pro, 75 proti a 7 se zdrželo). Pavel VI. slavnostně vyhlásil pastorální konstituci Gaudium et Spes a pronesl řeč o jejích hlavních aspektech.

## Přijetí

### Bezprostředně po II. vatikánském koncilu
Počáteční odpor se projevil v podobě debaty o teologických základech II. vatikánského koncilu a Gaudium et Spes. Podle Henriho de Lubaca byla teologická rovnováha přírody a milosti před II. vatikánským koncilem převrácena ve prospěch přírody a světa, což je v rozporu s významem, který se přikládá transcendenci.

### Pozdější přijetí
Gaudium et Spes bylo hodnoceno jako posun církve k novému globalizovanému pohledu na svět. Slouží jako základ multikulturalismu v moderní církvi a stalo se základem poselství církve dnešnímu světu.